# Juan II de Aragón
Juan II de Aragón y Navarra, el Grande, o Juan sin Fe según los rebeldes catalanes que se alzaron contra él, (Medina del Campo, 29 de junio de 1398-Barcelona, 20 de enero de 1479) fue duque de Peñafiel, rey de Navarra (1425-1479), rey de Sicilia (1458-1468) y rey de Aragón, de Mallorca, de Valencia, de Cerdeña (1458-1479) y conde de Barcelona, hijo de Fernando I de Antequera y de Leonor de Alburquerque, condesa de Alburquerque. Fue padre de, entre otros, Fernando el Católico. 
Juan II fue uno de los monarcas más longevos del siglo xv —su enemigo Luis XI de Francia le llamó vieja «vulpeja»—. Padeció de cataratas por lo que durante varios años estuvo ciego, hasta que, el 12 de octubre de 1468, a la edad de 70 años, recuperó la vista gracias al judío catalán Cresques Abnarrabí que le operó los dos ojos.
Según su principal biógrafo, el historiador Jaime Vicens Vives, «Juan II de Aragón aparece como el personaje de mayor fuerza en un siglo ya lleno de singulares personalidades políticas» ya que «centró en su persona los más candentes problemas que afectaban a los distintos reinos peninsulares: subversivismo nobiliar en Castilla, divisionismo social en Navarra, activismo revolucionario en Cataluña; y en política exterior, hundimiento de la potencialidad de los Señoríos italianos y retorno agresivo de la hegemonía medieval francesa. Por si ello no fuera bastante, queda aún vinculado a su persona el hecho del planteamiento de la unidad monárquica hispánica».En esta línea, también para la historiadora Eloísa Ramírez Vaquero, estaríamos ante «la personalidad sin duda más arrolladora del siglo XV peninsular, y una de las más singulares de todo el Occidente europeo» que tempranamente se encontró en una situación en la que siendo ya rey consorte en Navarra, vislumbraba «no mucho más tarde, en 1435 por lo menos», que podía ser considerado ya como heredero de la Corona de Aragón» al renunciar su hermano Alfonso a tener hijos legítimos y centrar sus ocupaciones más en Italia que en el resto de territorios (Aragón, Cataluña y Valencia), «sin dejar de lado, sin abandonar, sus intereses en Castilla, que, no hay que olvidarlo, era su lugar de origen y el solar de su patrimonio.»

## Biografía
Nació el 29 de junio de 1398 en Medina del Campo (Reino de Castilla). Su padre era Fernando de Trastámara, segundo hijo del rey de Castilla y que cuando nació Juan contaba con dieciocho años de edad, y su madre Leonor de Alburquerque, tía de Fernando y sobrina del fundador de la dinastía Trastámara el rey Enrique II de Castilla. Fue el segundo de siete hermanos: Alfonso, Enrique, Sancho, Leonor, María y Pedro. Según Jaume Vicens Vives, «la circunstancia de que naciera en el corazón de Castilla y fuera segundogénito de un segundón, imprimió huellas indelebles en su carácter, su psicología y sus ambiciones. Fue un castellano de pura cepa, vinculado a Castilla por su nacimiento y por sus gustos y, asimismo por los intereses materiales que recibió en ella».

### Infante de Aragón
Al acceder su padre al trono de la Corona de Aragón en 1412, en virtud del compromiso de Caspe, y convertirse su hermano mayor en el heredero del mismo, Juan, con sólo catorce años de edad y con el único título de señor de Castrojeriz, se convirtió en el futuro señor de las enormes posesiones de la familia en Castilla. Con motivo de su coronación en Zaragoza en febrero de 1414, su padre el rey Fernando I le concedió el ducado de Peñafiel, como expresión de su jefatura en la representación de los intereses familiares castellanos.

Escudo como Infante de Aragón y Duque de Peñafiel.

Poco después, debido a la petición de una embajada del Parlamento de Sicilia de que designara a un miembro de su familia como nuevo rey de la isla, Fernando accedió a nombrar a su hijo Juan como lugarteniente real de Sicilia. Al mismo tiempo, el rey Fernando concertó para su hijo el matrimonio con la reina Juana II de Nápoles que acababa de heredar el trono del reino de Nápoles tras la muerte en agosto de 1414 de su hermano el rey Ladislao de Anjou. Sin embargo, el proyectado matrimonio, que incluía una cláusula por la que si la reina moría antes que su esposo ―lo que era lo más probable pues era mucho mayor que él― el reino de Nápoles pasaría a este, acabó frustrándose ante el cambio de opinión de la reina napolitana que decidió casarse con el noble francés Jaime II de La Marche. Al llegar a Sicilia en abril de 1415, Juan conoció a la reina Blanca de Navarra, viuda del rey Martín I de Sicilia y que había ostentando la lugartenencia real siciliana desde el acceso al trono de la Corona de Aragón de Fernando I. Al parecer, el joven Juan, que contaba entonces con diecisiete años de edad, quedó prendado de su belleza. Sin embargo, Blanca, trece años mayor que él, enseguida abandonó Sicilia para volver junto a su padre el rey de Navarra.
A la muerte de su padre Fernando I de Aragón en 1416, recibió como herencia la mayor parte de sus posesiones y títulos de Castilla, además del ducado de Montblanch, y abandona Sicilia, dejando el cargo de la lugartenencia real, que pasó a ser ocupado por el enviado del nuevo rey Alfonso el Magnánimo, Domingo Ram y Lanaja, obispo de Lérida, y el noble Antonio de Cardona. A su vuelta a la península ―desembarcó en la playa de Murviedro el 21 de septiembre de 1416―, se dirigió a Castilla para ocuparse de las posesiones que le había legado su padre. Allí, asistió a la ceremonia del matrimonio entre su hermana María y el rey Juan II de Castilla, celebrada en Medina del Campo el 20 de octubre de 1418, meses antes de que el 7 de marzo de 1419 fuera proclamada la mayoría de edad del rey por las Cortes de Castilla reunidas en Madrid. El enlace entre el rey y una infanta de Aragón, unido al fallecimiento el 1 de junio de 1418 de la regente la reina madre Catalina de Lancáster, esto afianzó el poderío en Castilla de los hijos de Fernando I, los infantes de Aragón.
En 1418, llegaron a buen puerto los tratos del nuevo rey de Aragón Alfonso el Magnánimo con el rey de Navarra Carlos III el Noble —contando con la mediación de la reina viuda de Aragón Leonor de Alburquerque— para casar a la heredera al trono navarro, Blanca de Navarra, con Juan de Aragón, a quien había conocido en Sicilia. En diciembre de ese año, llegó la dispensa papal para que el matrimonio pudiera celebrarse y los capítulos matrimoniales se firmaron el 6 de noviembre de 1419 en Olite. En ellos se estipuló que los derechos a la Corona navarra de Blanca pasarían a su muerte al hijo que tuvieran ambos y que si ella fallecía antes que su esposo sin sucesión Juan debería abandonar Navarra pues «como extranjero» no esperaba «la subcesión e herencia del dicho reyno de Navarra» más que en virtud de los derechos de su esposa. Sin embargo, nada se estipuló sobre qué papel tendría el futuro rey consorte de Navarra en el caso de la muerte de su esposa con hijos mayores de edad, lo que sería fuente de graves controversias en el futuro. Finalmente la boda se celebró el 10 de junio de 1420 en la catedral de Pamplona. Sin embargo, sus intereses seguirían centrados en Castilla, pues, como ha destacado Jaume Vicens Vives, «castellano hasta la médula» «se quedó anclado en Castilla como si pesara sobre sus hombros el sacro legado testamentario de su padre».
La ausencia de Juan de Aragón de Castilla para celebrar su boda en Pamplona con Blanca de Navarra, fue aprovechada por la facción nobiliaria castellana encabezada por el infante Enrique de Aragón para llevar a cabo el golpe de Tordesillas, que consistió en el secuestro del joven rey Juan II para tenerlo bajo su control y para conseguir que autorizara el matrimonio entre el infante Enrique y la hermana del rey, la princesa Catalina de Castilla. El también llamado asalto de Tordesillas tuvo lugar el 14 de julio de 1420, un mes después de la boda celebrada en Pamplona.
Juan tuvo noticia del golpe de Tordesillas por una carta que le envió a Pamplona el arzobispo de Toledo e inmediatamente convocó a sus partidarios en Peñafiel a donde se dirigió él personalmente, dejando a su esposa en Navarra. A continuación, ordenó que las huestes de sus partidarios se concentraran en Olmedo a donde acudieron 3300 lanzas. Entonces Enrique decidió sacar al rey de Ávila, a donde lo había conducido desde Tordesillas, y llevárselo al sur, a los territorios de la Orden de Santiago, de la que él era maestre. Pero los planes de Enrique se vinieron abajo cuando el rey ayudado por Álvaro de Luna logró escapar de su cautiverio en Talavera de la Reina el 29 de noviembre, refugiándose en el castillo de la Puebla de Montalbán. Enrique dirigió sus huestes hacia allí pero el 10 de diciembre levantó el cerco al no poder tomar al asalto el castillo y ante la amenaza de la llegada de las fuerzas comandadas por su hermano Juan quien desde Olmedo había cruzado la Sierra de Guadarrama y establecido su campamento en Móstoles. Enrique se dirigió entonces a Ocaña, una de las fortalezas de la Orden de Santiago, mientras que su hermano Juan se reunía con el rey el 23 de diciembre para ponerse a su servicio contra cualquier tentativa de volver a limitar su libertad, «las faciendas e los cuerpos a todo peligro».
Tuvo una actuación destacada en la puesta en libertad del infante Enrique, detenido por orden del rey Juan II el 14 de junio de 1423, ya que requerido por el rey de la Corona de Aragón Alfonso el Magnánimo, como cabeza de los infantes de Aragón para que interviniera, consiguió la autorización del rey para salir de Castilla y negociar un acuerdo con el rey aragonés. El resultado de las conversaciones fue el tratado de Torre de Arciel, firmado el 3 de septiembre de 1425, en el que se satisficieron todas las reclamaciones de Alfonso el Magnánimo, ya que no solo se acordó la puesta en libertad del infante Enrique sino que recobró su cargo como maestre de la Orden de Santiago, además de los bienes patrimoniales y rentas que le fueron confiscados tras su detención.
Una semana después de la liberación de Enrique el 10 de octubre de 1425, se reunió con él en Ágreda sellando su reconciliación. Días más tarde el rey Alfonso el Magnánimo le otorgó el condado de Ribagorza por los servicios prestados a la familia. Mes y medio antes Juan se había convertido en rey consorte de Navarra por el fallecimiento el 7 de septiembre del rey Carlos III el Noble.

### Rey consorte de Navarra
Juan recibió la noticia de la muerte de su suegro cuando se encontraba en Araciel junto a su hermano el rey de Aragón Alfonso el Magnánimo con quien acababa de firmar en nombre de Juan II de Castilla el Tratado de Torre de Arciel. Allí le envió su esposa Blanca, la nueva reina, «señora natural de Navarra», el pendón de Navarra y las sobrevestas con las armas del Navarra, con las que desfiló montado a caballo junto a su hermano el rey de Aragón. A su paso se gritó: «real, real, por el rey Juan de Navarra e por la reina doña Blanca su mujer». Según un cronista castellano, «en esta solemnidad non se acaesció ningún hombre de estado del reino de Navarra, aunque se facía dentro del reino, e hobieron tiempo para venir. Diz que se ficiera a sabiendas, porque según sus fueros e costumbres, no le habían de alzar por rey fasta que primeramente jurase los privilegios del reino en cierto lugar, e en cierta forma». La coronación de Blanca y de Juan no tendría lugar hasta cuatro años después. Fue el 18 de mayo de 1429 en Pamplona y allí los Tres Estados juraron como rey a Juan «por el derecho que a vos pertenesce por causa de la reina donna Blanca, nuestra reina y seinnora, propietaria del dicho regno de Navarra» y a Blanca como «nuestra reina et seinnora natural». Como ha señalado José María Lacarra, «los juristas navarros no desaprovechaban la ocasión de puntualizar bien los derechos que asistían a cada uno de los monarcas y su distinta relación con los súbditos».
El día 29 de noviembre de 1425 fue investido conde de Ribagorza en Valencia.
Tras la firma del tratado de Torre de Arciel de 1425 se puso al frente, junto con su hermano el infante Enrique, de una coalición de la alta nobleza castellana que se oponía a Álvaro de Luna y a su política de reforzamiento de la monarquía castellano-leonesa. Reunidos en Valladolid le exigieron al rey que desterrara de la corte a Álvaro de Luna. La presión hizo efecto y el 5 de septiembre de 1427 Juan II ordenaba su destierro y el de sus partidarios durante año y medio. Sin embargo, el alejamiento forzado de la corte solo duró cinco de meses y el 6 de febrero de 1428 Álvaro ya estaba de vuelta ante las divisiones que habían surgido en la facción que encabezaban los infantes de Aragón lo que les había impedido llevar la gobernación del reino castellano-leonés. Pocos meses después, el 21 de junio, el rey Juan II ordenaba a los infantes Juan y Enrique que abandonaran la corte: al primero para que se dirigiera a la frontera con el Reino nazarí de Granada; al segundo para que volviera al Reino de Navarra, pues «non era honra de ningún rey, que otro rey alguno, por muy cercano e debdo que fuese, ficiese morada nin estoviese en otro reino». A continuación el rey Juan II consiguió que las Cortes de Castilla reunidas en Illescas en enero de 1429 aprobaran un tributo de cuarenta millones de maravedíes para reclutar un ejército que hiciera frente a los infantes de Aragón, aunque el motivo oficial era que estaba destinado a atacar al reino nazarí de Granada. Seis meses después estallaba la guerra castellano-aragonesa de 1429-1430.
Incluso antes de que el rey Juan II de Castilla declarara la guerra el 24 de junio, el ejército real atacó las posesiones de Juan y las de sus partidarios. El 29 de mayo tomaba Portillo, un lugar bajo el señorío del conde de Castro, y más tarde ocupaba Medina del Campo, Olmedo y Cuéllar. El 25 de junio iniciaba el sitio de Peñafiel y el 27 era rendido por su defensor el conde de Castro. Lo mismo sucedió poco después con las posesiones del infante Enrique, que junto con las de Juan, fueron repartidas entre la alta nobleza castellana. Fue la recompensa por haberse puesto del lado del rey y de su valido Álvaro de Luna, incluida la que había formado parte de la facción encabezada por los infantes de Aragón, un hecho que resultó decisivo en el desenlace de la guerra favorable a Castilla.
El acuerdo al que finalmente se llegó, denominado treguas de Majano y que se firmó el 16 de julio de 1430, supuso una completa derrota de las pretensiones de Juan y de su hermano el rey de Aragón pues no le serían devueltas sus posesiones ni percibirían ni Juan ni Enrique una renta equivalente en metálico por las mismas, sino que solo se llegó al compromiso de que al finalizar la tregua que duraría cinco años ―período de tiempo durante el cual los infantes de Aragón no podrían entrar en Castilla― unos jueces resolverían las reclamaciones de los infantes. Estos términos tan duros fueron aceptados por Juan y por su hermano el rey de Aragón, debido a su inferioridad militar.
En 1434 viajó a Sicilia donde se encontraban sus hermanos el rey Alfonso el Magnánimo y los infantes de Aragón Enrique y Pedro. Aunque su propósito era intentar conseguir que el rey de Aragón volviese a la península ibérica para que se ocupase de sus asuntos en Castilla una vez que estaba a punto de cumplirse el plazo de cinco años estipulado en las treguas de Majano que habían puesto fin a las hostilidades de la guerra castellano-aragonesa de 1429-1430, acabó participando en la batalla naval de Ponza donde resultó hecho prisionero junto con sus hermanos el rey Alfonso y el infante Enrique. Fueron conducidos a Génova y desde allí a Milán, que entonces ostentaba la soberanía sobre la República de Génova. Pero en Milán el duque Felipe María Visconti no los trató como enemigos sino que selló una alianza con Alfonso el Magnánimo, cuyo primer resultado concreto fue la puesta en libertad de Juan quien el 2 de noviembre embarcó en Porto Venere rumbo a Barcelona a donde llegó el 30 de diciembre. Poco después era puesto en libertad Alfonso el Magnánimo y casi al mismo tiempo el infante Pedro conseguía tomar la codiciada la plaza de Gaeta. Este éxito indujo al rey Alfonso a continuar en Italia por lo que el 20 de enero de 1436 nombró a su hermano Juan lugarteniente real en los reinos de Aragón y de Valencia y colugarteniente en el Principado de Cataluña. La batalla de Ponza dio pie a una obra satírica del marqués de Santillana, La comedieta de Ponza.
Mientras se encontraban en Italia su esposa la reina Blanca I de Navarra, junto con la de Alfonso el Magnánimo, María de Aragón, consiguió que el rey Juan II de Castilla prorrogara ocho meses las treguas de Majano, lo que le permitió negociar la paz definitiva de la guerra castellano-aragonesa de 1429-1430, llegándose al acuerdo de la Concordia de Toledo firmado el 22 de septiembre de 1436. Como garantía de este «contrato de paz y concordia» se estableció el matrimonio del príncipe de Asturias Enrique con la infanta navarra Blanca, hija mayor de Juan. Este le donó como dote una parte de las posesiones castellanas que le habían sido confiscadas en 1430. Sin embargo en la paz de Toledo no se mencionaban el resto de sus posesiones que habían sido repartidas entre la nobleza castellana.
En la guerra civil castellana de 1437-1445 acabó encabezando, junto con su hermano Enrique, la facción nobiliaria que se había rebelado contra el valido de Juan II de Castilla Álvaro de Luna. Aunque en los primeros años de la guerra obligó al rey Juan II a que desterrara a su valido de la corte en dos ocasiones, la primera por seis meses (Acuerdo de Castronuño) y la segunda por seis años (Sentencia de Medina del Campo), tuvo que recurrir al secuestro del rey (golpe de Rámaga) para evitar que siguiera apoyando al bando del condestable. Finalmente fue derrotado en la decisiva y final batalla de Olmedo que supuso la pérdida definitiva de todas sus posesiones castellanas. En el transcurso de la guerra y para sellar la alianza entre los infantes de Aragón y los líderes de la Liga nobiliaria que encabezaban se acordó el matrimonio del infante Enrique con Beatriz Pimentel, hija del conde de Benavente, y la de Juan, que acababa de enviudar al haber muerto su esposa la reina Blanca I de Navarra, con Juana Enríquez, hija del almirante de Castilla.
En enero de 1450 Juan de Navarra que se encontraba en Zaragoza para presidir las Cortes del Reino de Aragón —había sido nombrado lugarteniente del reino por su hermano el rey Alfonso el Magnánimo que continuaba en Nápoles— se marchó rápidamente para el reino de Navarra, pues según narró Jerónimo Zurita, «le convenía tornar presto a Navarra por la dissensión que se començó a mover por los estados de aquel reyno, deseando la una parcialidad del que el príncipe Carlos tomasse a su mano la gobernación y la possessión del reyno, como legítimo sucesor a quien pertenecía de derecho».
Así pues, la vuelta de Juan a Navarra motivó el enfrentamiento entre el rey y su hijo primogénito Carlos de Viana, fruto de su matrimonio con la fallecida reina Blanca. En efecto, Juan se aprovechó del testamento de su esposa por el que su hijo, que como príncipe de Viana era el legítimo heredero, no debía asumir el título real sin su consentimiento, asumiendo sólo la lugartenencia del reino. Esto provocó un fuerte descontento en Navarra, que llevó a la guerra civil en 1451.

#### Guerra civil de Navarra
El descontento de Carlos de Viana y las cada vez más graves diferencias con su padre, desembocaron en una guerra civil entre los beamonteses, partidarios de Carlos, y los agramonteses, defensores de la causa de Juan. Ambos se enfrentaron el 23 de octubre de 1451 en la batalla de Aibar, donde Carlos fue derrotado y hecho prisionero junto a su condestable Luis de Beaumont. Juana Enríquez, en avanzado estado de gestación, abandonó Sangüesa y se trasladó a Sos (Aragón), donde dio a luz a su hijo Fernando. Decidida a que su hijo fuera el futuro rey de Aragón, mostró toda su aversión hacia Carlos, que fue declarado por su padre, junto a su hermana Blanca, como «inhábiles e indignos de la sucesión (...)» para ostentar el gobierno. El príncipe de Viana, una vez liberado tras la Concordia de Valladolid, y a petición de las Cortes de Lérida, marchó a Nápoles en busca de la protección de su tío Alfonso V, que obligó a su hermano a anular el desheredamiento.
En 1454, Juan II, fue nombrado por su hermano Alfonso V lugarteniente de Aragón y Cataluña, mientras este gobernaba el reino desde el sur de Italia y Sicilia. En Cataluña, en concreto, el nuevo lugarteniente se mostró partidario de apoyar a los grupos menos favorecidos, los campesinos y los menestrales, dado que estos sectores de la población compartían enemigos con su autoridad: los nobles laicos y eclesiásticos y los altos oligarcas urbanos que controlaban las instituciones y discutían el poder real.

### Rey de la Corona de Aragón

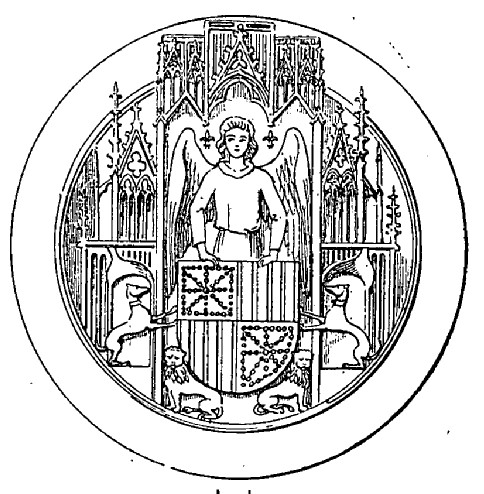
Sello de Juan II con las armas de Aragón y de Navarra.

En 1458 se produjo la muerte del rey Alfonso el Magnánimo, quien carecía de herederos directos, y Juan le sucedió en el trono de Aragón. El 25 de julio de ese año otorgó a su segundo hijo varón Fernando el título de duque de Montblanch y de conde de Ribagorza con el señorío de la ciudad de Balaguer.

#### La revolución catalana de 1460-1461
En diciembre de 1459 se firmó la Concordia de Barcelona por la que el rey Juan II de Aragón y su hijo el príncipe Carlos de Viana se reconciliaron en su disputa por la corona del reino de Navarra. Sin embargo, la reconciliación era solo superficial pues Carlos de Viana al no haber sido reconocida su «primogenitura» entró en contacto con el rey de Castilla Enrique IV para concertar una alianza con él mediante el matrimonio con su hermana la infanta Isabel, que entonces contaba con nueve años de edad.
En septiembre de 1460 Juan II convocó las Cortes catalanas en Lérida y le pidió a su hijo Carlos de Viana que se reuniera con él. Una vez allí el rey ordenó el 2 de diciembre de 1460 su detención acusado de traición. En la misma tuvo un papel determinante la reina Juana Enríquez quien le mostró al rey dos supuestas cartas incriminatorias de Carlos que Juan II no pudo comprobar que eran ciertamente suyas pues en aquel momento estaba casi completamente ciego ―contaba con 62 años de edad y padecía de cataratas, que años más tarde le curaría un cirujano judío ―.

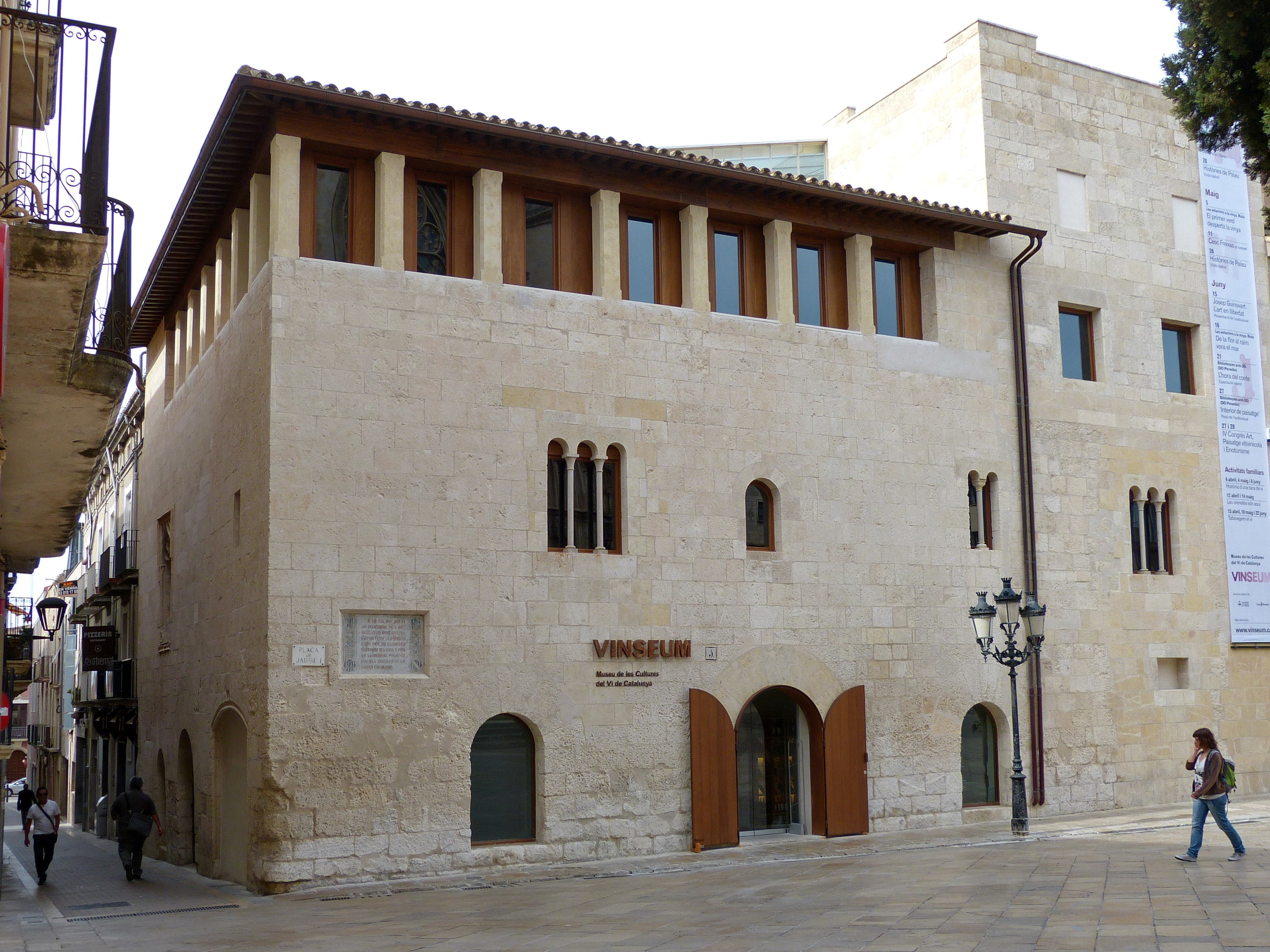
Palacio Real de Villafranca del Panadés, restaurado en 2012, donde probablemente se firmó la Capitulación de Vilafranca el 21 de junio de 1461.

La detención del príncipe de Viana causó una honda conmoción en toda Cataluña y provocó una inesperada ola de protestas. Las Cortes formaron una «comisión» para que adoptara las medidas necesarias para conseguir la liberación del príncipe de la que surgió el Consell representant lo Principat de Catalunya. 
Un grupo de jurisconsultos dictaminó que con la orden de detención de Carlos de Viana el rey había quebrantado las constituciones catalanas. Así la Diputación del General envió el 17 de enero un ultimátum al rey y dos semanas después acordó junto con el Consell representant lo Principat de Catalunya añadir una nueva acusación al rey: la de haber quebrantado la ley sucesoria de la Corona de Aragón al no haber reconocido a Carlos de Viana como su «primogénito». Y el 7 de febrero se produjo el golpe de fuerza definitivo: los diputados y su Consejo decidieron proclamar a Carlos de Viana como «primogénito» y formar un ejército para enfrentarse al rey Juan II. El 19 de febrero la Diputación del General culminaba el golpe al proclamarse poder supremo de Cataluña y ordenar a todos los oficiales reales que le obedecieran.
El 23 de febrero de 1461 Juan II ordenó la puesta en libertad de Carlos de Viana, encarcelado en Morella, ante la amenaza que suponía el ejército reclutado por la Diputación del General de Cataluña que había salido de Barcelona en dirección a Fraga. La claudicación quedará rubricada cuatro meses después con la firma de la Capitulación de Vilafranca en la que, según Carme Batlle, «la oligarquía instauraba un sistema constitucional: el rey no podía entrar en Cataluña sin permiso de la Diputación del General y el príncipe se convertía en su lugarteniente aquí, con todo el poder ejecutivo en sus manos». Sin embargo el 23 de septiembre fallecía en Barcelona el príncipe de Viana. La noticia de su muerte causó una honda conmoción en toda Cataluña, convirtiéndole en un mito dotado de poderes casi milagrosos.
Según lo dispuesto en la Capitulación de Villafranca, al morir el príncipe de Viana la lugartenencia de Cataluña pasaba al infante Fernando pero dada su incapacidad para gobernar debido a su edad ―tenía nueve años― la reina Juana Enríquez sería quien ejercería la lugartenencia de Cataluña en su nombre como tutora ―«tudriu»―. El 21 de noviembre la reina y el príncipe llegaban a Barcelona pero en las semanas siguientes la tensión entre la reina y las autoridades catalanas fue creciendo. La situación se complicó cuando a principios de 1462 en las comarcas de Gerona estalló la rebelión de los campesinos remensas.

#### Guerra civil catalana (1462-1472)

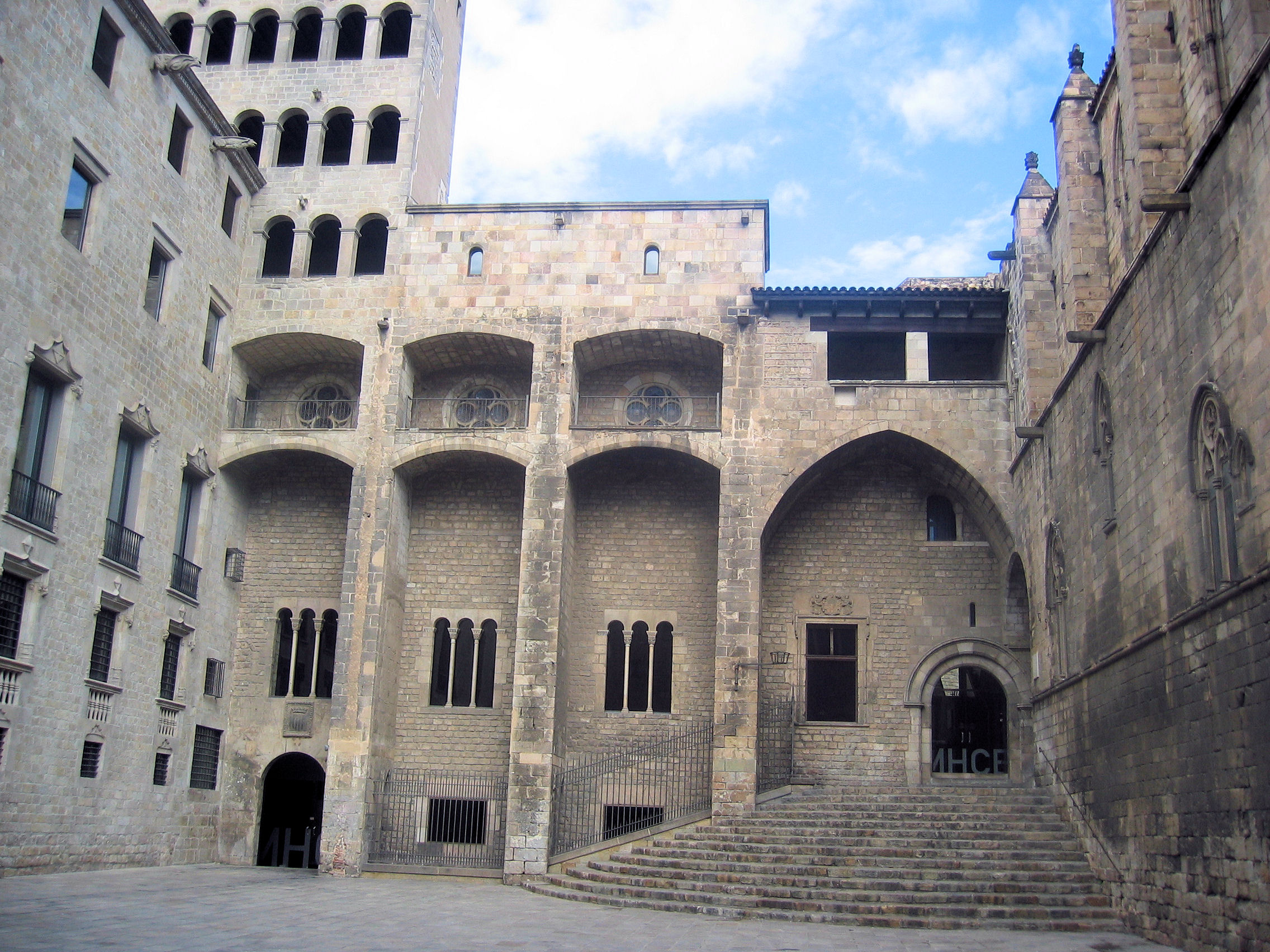
Plaza del Rey de Barcelona donde a finales de mayo de 1462 fueron expuestos los cadáveres de varios miembros de la Busca ejecutados al haber sido condenados sumariamente por encabezar una supuesta conjura realista. Este hecho se suele considerar como el inicio de la guerra civil catalana.

Ante el clima cada vez más hostil que se encontró en una Barcelona dominada por la Biga y temiendo por la seguridad de su hijo, la reina Juana Enríquez decidió partir para Gerona a donde llegó hacia 15 de marzo. Mientras tanto en Barcelona comenzó la recluta de un ejército que debía acabar con la rebelión remensa y que también estaba dirigido contra todos los que «tratan contra la Capitulación». La escalada antijuanista en Barcelona culminó el 19 y el 21 de mayo cuando seis destacados buscaires fueron ejecutados al haber sido condenados sumariamente por encabezar una supuesta conjura realista.
Poco después de la firma del acuerdo de Bayona entre Juan II de Aragón y Luis XI de Francia ―por el que este se comprometía a enviar un ejército a Cataluña para someter a los rebeldes y a cambio el rey de Aragón le pagaría en dos o tres años 200.000 o 300.000 escudos, pero hasta que no se hubiera completado la entrega de esa cantidad el rey de Francia ejercería la jurisdicción y percibiría los derechos y rentas de la corona de los condados de Rosellón y de Cerdaña― y a la espera de que las tropas de Luis XI penetraran en Cataluña por el norte, Juan II decidió el 5 de junio entrar con un ejército en Cataluña ―apoderándose el 7 de junio de Balaguer―, lo que contravenía lo estipulado en la Capitulación de Vilafranca. Este fue el principal argumento utilizado por el Consell del Principat, junto con su alianza con el rey francés, para declarar a Juan II cuatro días después «enemigo de la cosa pública» y «enemigo de la tierra».
De acuerdo con lo estipulado en Bayona, a principios de julio un ejército compuesto por unos 10 000 hombres al mando de Gastón IV de Foix penetraba en el Rosellón. y el 23 de julio conseguía levantar el asedio de la Força Vella, la ciudadela de Gerona donde se habían refugiado la reina Juana Enríquez, el príncipe Fernando y sus partidarios ante el cerco del ejército de la Diputación del General al mando del conde de Pallars. Por otro lado, en el frente de poniente ese mismo día 23 de julio las huestes del rey Juan II derrotaban a la Bandera de Barcelona en la batalla de Rubinat.
Un mes después del levantamiento del asedio de la Força Vella el ejército de Gastón de Foix se dirigió a Barcelona para iniciar su sitio. El 9 de septiembre tomaba el castillo de Montcada e instalaba su campamento en San Andrés. Allí el día 12 llegó el rey Juan II reuniéndose con su esposa y con su hijo después de casi un año de separación. Ese mismo 12 de septiembre de 1462 tuvo lugar en Barcelona la solemne proclamación por las instituciones catalanas rebeldes de Enrique IV de Castilla como el nuevo soberano del Principado de Cataluña. Previamente en el mes de agosto el Consell del Principat había tomado una decisión de enorme trascendencia: deponer al rey Juan II, a su esposa y a su hijo.

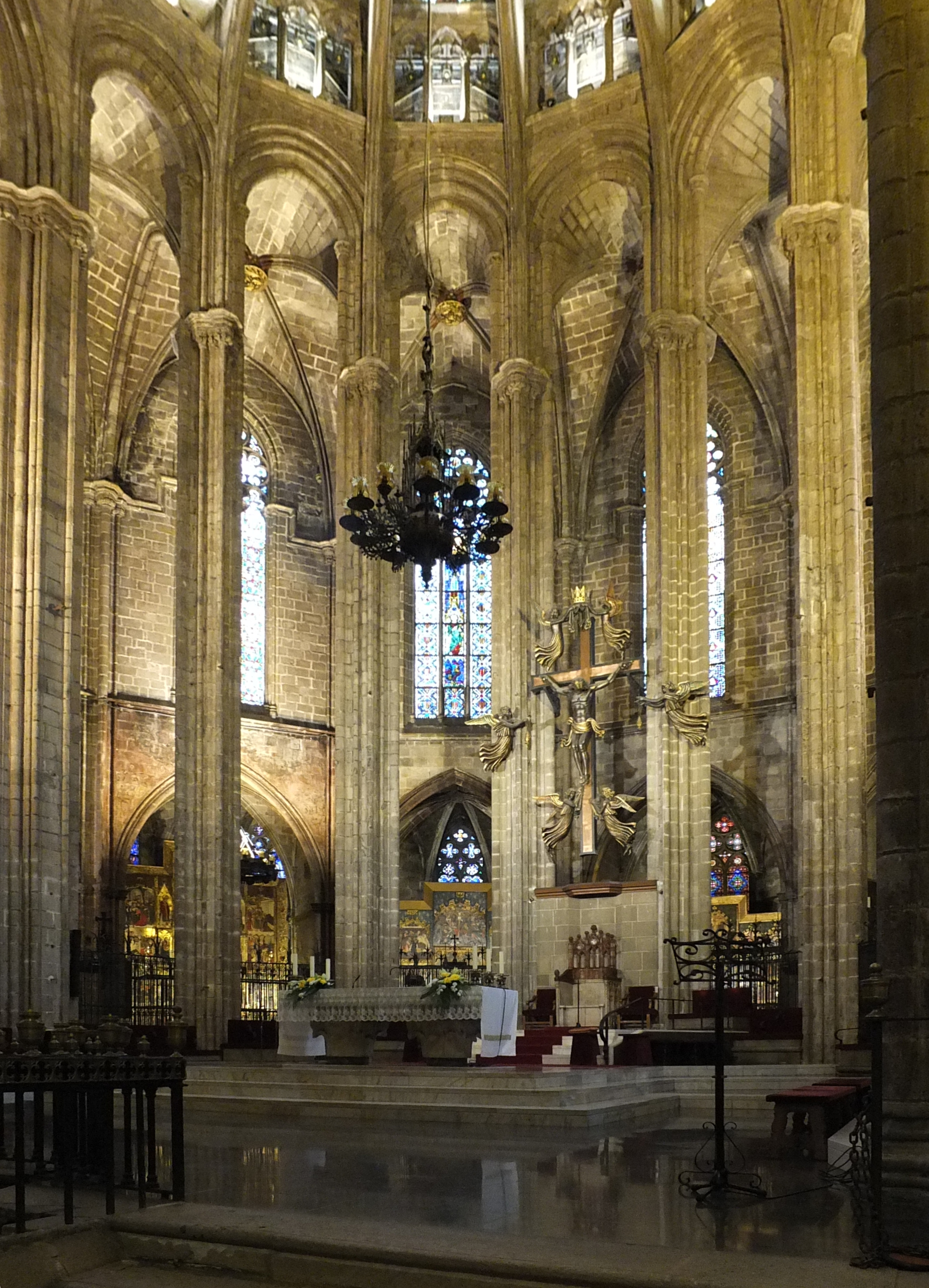
Altar mayor de la catedral de Barcelona donde el 11 de noviembre de 1462 los dos lugartenientes enviados por Enrique IV de Castilla juraron en su nombre las leyes catalanas.

El 13 o el 14 de septiembre de 1462 el bando realista inició el asedio de Barcelona pero el 3 de octubre tuvo que levantarlo ante el fracaso de los sucesivos intentos de tomar la ciudad y ante la inminente llegada de los refuerzos castellanos lo que los atraparía entre dos fuegos. Las tropas realistas entonces se dirigieron a Villafranca del Panadés que ocuparon y saquearon el 9 de octubre tras fuertes combates y después a Tarragona que fue ocupada el 31, convirtiéndose a partir de entonces en «una importante base de operaciones militares y políticas realistas». Allí establecerá Juan II su corte y allí tendrá su sede la Diputación del General de Cataluña realista.
El 23 de abril de 1463 Luis XI, que había sido aceptado por ambas partes como mediador en el conflicto que enfrentaba a Juan II y a Enrique IV de Castilla, hizo pública la sentencia arbitral de Bayona. En ella se proponía que Enrique IV renunciara al Principado de Cataluña y a cambio recibiría la merindad de Estella en el reino de Navarra ―lo que Juan II nunca cumplió― y por su parte Juan II debía conceder una amnistía general y reconocer la Capitulación de Vilafranca, con la condición de que los catalanes se sometieran a su autoridad en un plazo de tres meses. Así el 13 de junio de 1463 era conocida oficialmente en Barcelona la renuncia de Enrique IV como señor del Principado.
Las autoridades catalanas no aceptaron la oferta de Juan II y el 27 de octubre de 1463 ofrecieron la corona de Aragón al condestable Pedro de Portugal, nieto de Jaime II de Urgel, el pretendiente al trono desbancado por Fernando de Antequera en el compromiso de Caspe. Llegó a Barcelona en enero de 1464. Poco después Juan II desplegó una ofensiva para ocupar la parte oriental de Cataluña y el 6 de julio conseguía que Lérida capitulara.
El 25 de agosto Pedro de Portugal sufrió un nuevo revés cuando Juan de Beaumont se pasó al bando realista y entregó Villafranca del Panadés. La noticia causó una enorme conmoción en el bando «rebelde» por la significación del personaje ―era el jefe del partido beaumontés que luchaba contra Juan II en la Guerra Civil de Navarra y había sido el lugarteniente de Enrique IV de Castilla cuando este asumió la soberanía del Principado de Cataluña― y por la posición estratégica de la plaza. Pedro Portugal lo calificó como «traidor, ladrón y perjuro», mientras que Juan II lo recibió con los brazos abiertos, se reconcilió con él y firmó en Tarragona el 22 de noviembre la paz con los beaumonteses que ponía fin a la guerra civil de Navarra.
Otro nuevo revés para los «rebeldes» fue su derrota el 28 de febrero de 1465 en la batalla de Calaf. Más tarde caerían en poder de los realistas Igualada el 17 de julio, Cervera el 14 de agosto, y Amposta, el 21 de junio de 1466. A las tres semanas, el 15 de julio, se rendía Tortosa, con lo que todo el sur de Cataluña estaba ya en manos realistas ―los generosos términos de la capitulación fueron similares a los impuestos a Lérida―. Unos días antes, el 29 de junio, había muerto en Granollers Pedro de Portugal.

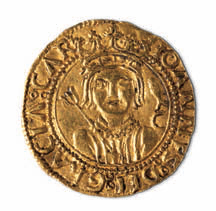
Anverso de un ducado de oro de Zaragoza de Juan II.

Tras la muerte del Condestable, Juan II hizo una oferta de paz del mismo tenor que la que acababa de hacer a Tortosa, pero el ofrecimiento fue rechazado por las instituciones barcelonesas, dominadas por el sector revolucionario más radical que esperaba la ayuda del reino de Francia. Por eso el 30 de julio acordaron ofrecer la corona a Renato de Anjou y este aceptó solo cuando Luis XI le hizo saber en secreto que contaba con su apoyo.
Renato de Anjou, que nunca llegó a estar en Cataluña, envió como su lugarteniente a su hijo Juan de Anjou, duque de Lorena. A mediados de abril de 1467 este cruzó los Pirineos al mando del grueso del ejército angevino y el 3 de septiembre, tras fracasar en su intento de tomar Gerona, entraba en Barcelona. Poco después las tropas de Juan II sufrían un duro revés en la batalla de Viladamat. En la misma fueron hechos prisioneros varios destacados jefes militares realistas. El príncipe heredero Fernando logró escapar milagrosamente y junto a su padre Juan II regresó a Tarragona en la escuadra que lo había traído el mes anterior. A mediados de diciembre de 1467 Juan de Anjou partió para el Ampurdán para completar la victoria de Viladamat, apoderándose del castillo de San Martín de Ampurias el 15 de abril de 1468 y al poco tiempo del castillo de Bagur.
Las victorias de Juan de Anjou, sumadas a la amenaza angevina sobre Gerona, supusieron un duro revés para los realistas. En estas circunstancias a Juan II no le quedaba más opción que buscar apoyos en la Corona de Castilla, donde el 19 de septiembre de 1468 se acababa de proclamar en los Toros de Guisando a la princesa Isabel, de diecisiete años de edad, como heredera de su hermanastro el rey Enrique IV de Castilla en detrimento de la hija de este Juana, de seis años de edad. Así Juan II envió a Castilla a unos embajadores que entablaron negociaciones con el bando aristocrático partidario de la princesa Isabel para concertar el matrimonio de esta con el príncipe Fernando ―quien desde el 10 de junio era rey de Sicilia al haberle cedido su padre la corona de este reino―, lo que iba en contra de la pretensión del rey Enrique IV de casarla con el rey Alfonso V de Portugal. Las negociaciones fructificaron y el 5 de marzo de 1469 se firmaron las capitulaciones de Cervera en las que se establecieron unas duras condiciones para el príncipe Fernando. La boda se celebró en Valladolid el 18 de octubre después de que, gracias a la ayuda del arzobispo de Toledo y del almirante de Castilla, la princesa Isabel se fugara de Ocaña y de que el príncipe Fernando atravesara la frontera castellana disfrazado de arriero para evitar ser reconocido y caer en manos de los partidarios del rey Enrique IV.

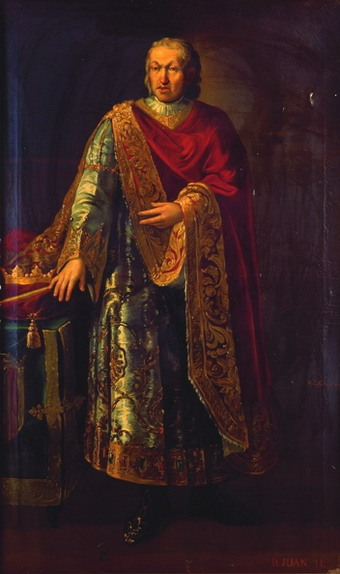
Retrato imaginario del rey Juan II de Aragón, de Manuel Aguirre y Monsalbe. Ca. 1851-1854. (Diputación Provincial de Zaragoza).

En abril de 1469, al mes siguiente de la firma de las capitulaciones de Cervera, el poderoso ejército que Juan de Anjou había reunido en el Rosellón avanzó hacia Gerona pero los angevinos no tuvieron que tomar la ciudad porque esta se entregó sin luchar el 1 de junio de 1469. En los meses siguientes cayeron otras localidades de las comarcas interiores de Gerona. Sin embargo, la ofensiva de los «rebeldes» se detuvo a finales de 1469 por la escasez de fondos de los Anjou y por la falta de apoyo de Luis XI ocupado en sofocar el alzamiento del conde de Armagnac, alentado por Juan II.
Ante la previsible reanudación de la ofensiva de Juan de Anjou en la primavera del año siguiente Juan II convocó Cortes Generales de Aragón en Monzón para recabar los fondos necesarios para continuar la guerra. En la sesión de apertura que tuvo lugar el 10 de abril de 1470 el rey pronunció un memorable discurso que conmovió tanto a los representantes catalanes (juanistas), aragoneses y valencianos que Juan II tuvo pocas dificultades para obtener importantes donativos. Según Jaume Vicens Vives, fue «uno de los más hábiles discursos que jamás ha pronunciado un político». Y al mismo tiempo reactivó su alianza con Eduardo IV de Inglaterra y con el duque de Borgoña Carlos el Temerario, para constituir una «gran alianza occidental» que aislara a Luis XI de Francia, su gran enemigo y sostén de los Anjou en Cataluña.
El 16 de diciembre de 1470 Juan de Anjou murió en Barcelona. Fue sustituido en la lugartenencia de Cataluña por un hijo natural suyo, Juan de Calabria, iniciándose con él una etapa final marcada por los desastres para los antijuanistas, la defección de importantes personajes, la falta de recursos por el empobrecimiento general y el aislamiento internacional.

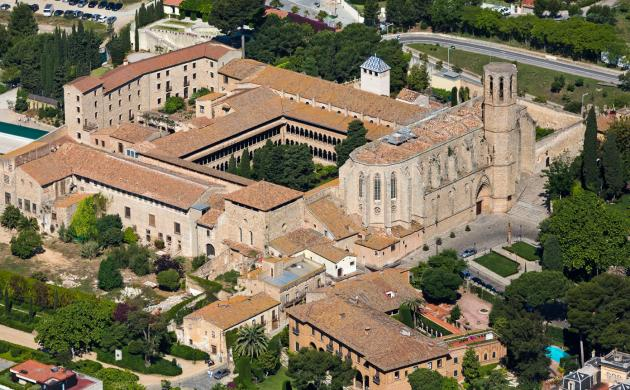
Monasterio de Pedralbes, en torno del cual el rey Juan II de Aragón estableció su campamento en el sitio de Barcelona de 1472 y donde tuvieron lugar las negociaciones que condujeron a su rendición el 16 de octubre de ese año.

A finales del verano de 1471 año Juan II organizó una gran ofensiva con el objetivo de tomar Barcelona. El 18 de octubre se entregaba Gerona cayendo a continuación en manos realistas el Bajo Ampurdán, mientras que en la comarca del Vallés tomaban San Cugat del Vallés, Sabadell y Granollers, culminando su ofensiva con la gran victoria de la batalla de Santa Coloma de Gramanet del 26 de noviembre de 1471. En enero de 1472 el ejército de Juan II inició la conquista del Alto Ampurdán que completó el 19 de abril con la toma de Perelada, con la cual cerró el paso de Panissars que permitía el acceso desde el Rosellón al resto de Cataluña.
La forma tan generosa como trató Juan II a las poblaciones que iban cayendo en su poder desde finales de 1471 animó a otras localidades hasta entonces fieles a las instituciones catalanas «rebeldes» a rendirse al bando realista ―«esta prudente política hizo más por la causa del rey que cuatro ejércitos bien adiestrados», comenta Vicens Vives―. Sin embargo Barcelona, sitiada por mar y por tierra continuó resistiendo, pero a finales de septiembre las autoridades de la ciudad decidieron confiar en la magnanimidad de Juan II y el 8 de octubre el Consejo de Ciento aprobó el reconocimiento de la autoridad de Juan II, lo que aceleró las negociaciones que se estaban manteniendo desde principios de mes. El 16 de octubre se llegó al acuerdo y los generosos términos de la rendición fueron recogidos en la Capitulación de Pedralbes. Su propósito era volver a la situación anterior a la guerra civil, aunque con la importante salvedad de la derogación de la Capitulación de Vilafranca.
El 17 de octubre de 1472, al día siguiente de capitulación de Pedralbes, Juan II —«aquel anciano de setenta años incombustible medio ciego que a menudo había dirigido personalmente las tropas»— entraba en Barcelona siendo recibido, según Jaume Vicens Vives, con «verdadero alborozo» por los barceloneses, los mismos que diez años antes se habían levantado contra él. Los festejos por el fin de la guerra se prolongaron durante los dos días siguientes, «olvidando por unas horas, la riqueza perdida, la industria arruinada, las víctimas sacrificadas, los odios creados…», concluye Vicens Vives.

#### Los últimos años (1472-1479)
Tras el final de la Guerra Civil Catalana, Juan II intentó recuperar los condados de Rosellón y de Cerdaña que estaban en poder de Luis XI de Francia. El 1 de febrero de 1473 entraba en Perpiñán, después de que sus habitantes le hubieran abierto sus puertas, mientras la guarnición francesa se refugiaba en la ciudadela de la villa. Pero en abril un ejército francés al mando de Felipe II de Saboya inició el asedio de Perpiñán, sitio que tuvo que levantar en junio ante la inminente llegada de un ejército de socorro al mando del príncipe Fernando que se había desplazado desde Castilla y en septiembre se firmaba el Tratado de Perpiñán que restableció los términos acordados en el Tratado de Bayona de 1462 ―se reconocía la soberanía de Juan II sobre los condados pero no podría ejercer su autoridad sobre ellos hasta que no satisficiera el pago a Luis XI de 300.000 escudos por la ayuda militar que le había prestado en los inicios de la guerra civil catalana―.
Sin embargo en junio del año siguiente, las tropas de Luis XI, incumpliendo el tratado de Perpiñán, cruzaron la frontera y se adentraron en el Rosellón. En diciembre se apoderaban de Elna e inmediatamente después comenzaron el asedio de Perpiñán, atacada también desde la ciudadela, que acabó rindiéndose el 10 de marzo de 1475. Poco después, el 2 de abril de 1475, se firmó una tregua de seis meses. Vencida la tregua el ejército de Luis XI en febrero de 1476 se apoderó del castillo de Salses, la última fortaleza rosellonesa que todavía estaba en poder de Juan II. Este, falto de recursos, no pudo recuperar los condados de Rosellón y Cerdaña. Tuvo que ser su hijo Fernando II el Católico el que lo consiguiera mucho tiempo después, mediante el Tratado de Barcelona de 1493. También fue el rey Fernando II quien resolvió definitivamente el asunto de las restituciones establecidas en la Capitulación de Pedralbes.
En cuanto a la cuestión remensa Juan II recompensó al principal líder remensa Francesc de Verntallat por su apoyo con un título y bienes procedentes de vizcondado de Bas i de Hostoles, pero no entró a resolver el problema y tanto los campesinos como los señores quedaron a la expectativa. De nuevo el asunto pasó a su hijo Fernando II que lo resolvería con la Sentencia Arbitral de Guadalupe de 1486.

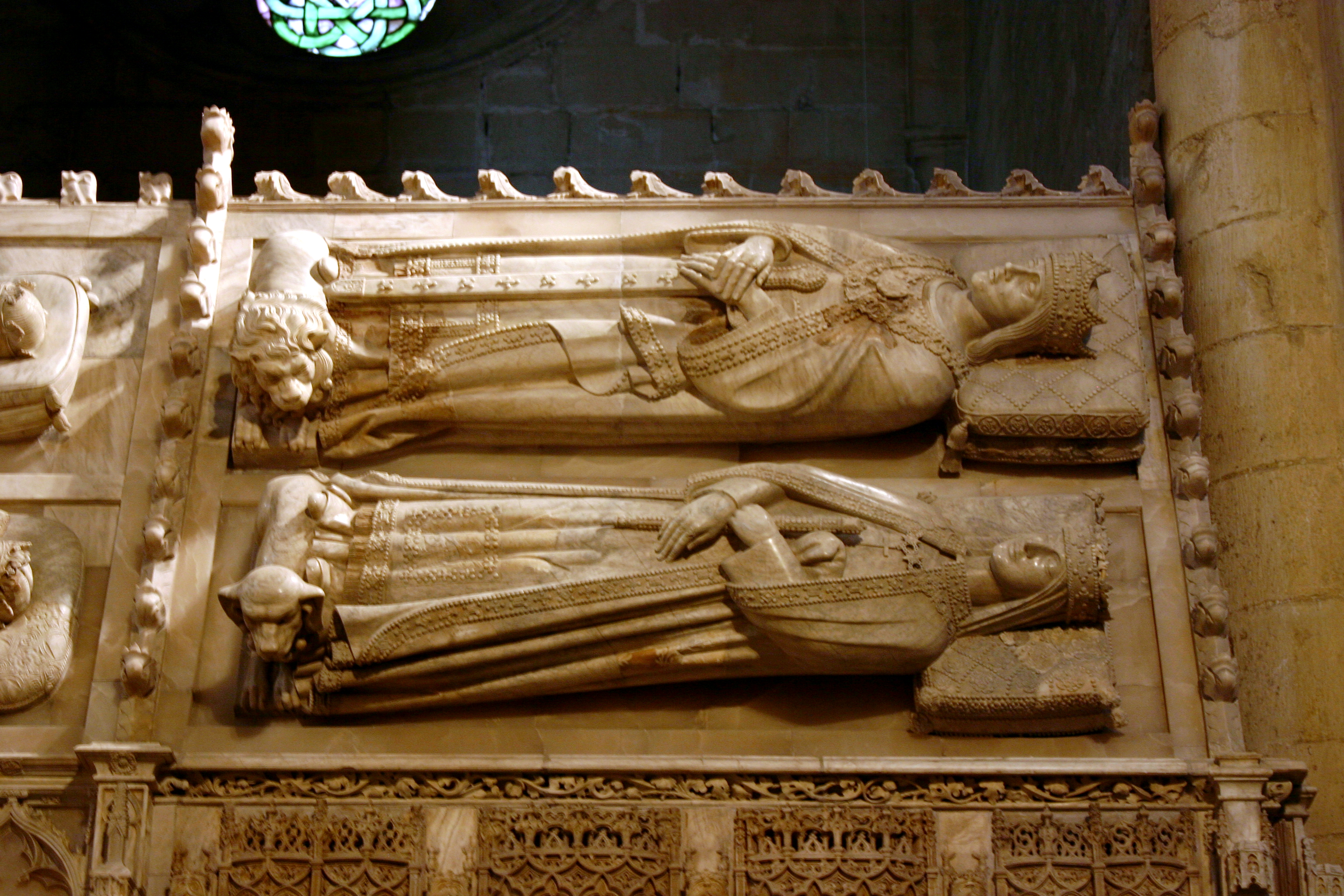
Tumbas de Juan II y de la reina Juana Enríquez en el Monasterio de Poblet.

Juan II murió por causas naturales en Barcelona el 19 de enero de 1479, a los 80 años y 7 meses de edad y fue enterrado en el Monasterio de Poblet.
Su hija de su primer matrimonio Leonor heredó el reino de Navarra y Fernando, hijo de su segunda unión, que ya era rey consorte de Castilla por su matrimonio con Isabel, heredó la Corona de Aragón.
En su lecho de muerte un día antes de su fallecimiento le escribió una carta a su hijo Fernando:

Hijo, ya podeys considerar en el punto en que estamos, que ni regnos ni súbditos ni potencias algunas humanas, por grandes que sean, ayudar ni valer nos pueden, salvo aquel Creador y Redentor del mundo en cuyas manos estamos. Y es este passo tal, que querríamos haver seydo uno de los más ínfimos hombres de nuestros regnos y senyoríos. […] No vos enganye el mundo... Levad siempre ante los ojos el temor de Dios... La justicia sobre todas las cosas sea el espejo de vuestro corazón. […]
Los regnos y súbditos conservad en paz y en justicia, sin injuria del próximo, evitando quanto al mundo podays todas guerras y discusiones.

Sobre su vida su principal biógrafo Jaume Vicens Vives ha escrito lo siguiente:

Y bien, ¿qué juicio podemos formar de Juan II de Aragón...? En principio, todo hombre es responsable de sus actos, y nadie puede desembarazar a Juan II de las culpas propias. Su más graves errores ante la Historia fueron, en consecuencia, no aceptar el papel secundario que le correspondía en Castilla, ser incapaz de perdonar a su hijo Carlos de Viana y precipitarse en los brazos de Luis XI de Francia para ahogar la revolución catalana. He aquí tres empeños en los cuales se puede achacar a nuestro biografiado la total responsabilidad.
Ahora bien, todo hombre actúa en una coyuntura social y política determinada. Cuantos han atacado a Juan II por ser hombre de guante de hierro, por aspirar al mando en Castilla, por defender el autoritarismo en Navarra y Cataluña, por utilizar procedimientos sinuosos, olvidan la tendencia de los tiempos, el nutrido de ejemplos que se le aproximan en el ámbito de la Europa occidental contemporánea. En este sentido no fue mejor ni peor que su hermano Alfonso el Magnánimo, su sobrino Ferrante I de Nápoles, sus rivales Álvaro de Luna, Juan Pacheco, Juan de Beaumont, Luis XI de Francia y Galeazzo María Sforza, y sus aliados Carlos el Temerario de Borgoña y Eduardo IV de Inglaterra. Fue aquélla una época en la que, como muy pronto definiría Maquiavelo, la virtú, aliándose a la fortuna, justificaba sobradamente, el éxito y la gloria.
Juan II tuvo esa virtú política.
Vivió excesivamente. Nadie puede rebasar los límites donde una generación halla el tope de su eficiencia histórica... El hecho de rebasar con mucho la edad de los hombres de su tiempo, le permitió ser fiel a su política y reparar poco a poco las faltas cometidas. Circunstancia imprevista, que había de facilitar la consecución del supremo ideal de su vida: la entronización del poder de la rama menor de los Trastámara en Castilla.

## Ancestros
| \| \| \| \| \| \| \| \| \| \| \| \| \| \| \| \| \| \| \| \| 16. Alfonso XI de Castilla \| \| \| \| \| \| \| \| \| \| \| \| \| \| \| \| \| \| \| \| \| \| \| \| \| \| \| \| \| \| \| \| \| \| \| \| \| \| \| \| \| \| \| \| \| \| \| \| \| \| \| \| \| \| 8. Enrique II de Castilla \| \| \| \| \| \| \| \| \| \| \| \| \| \| \| \| \| \| \| \| \| \| \| \| \| \| \| \| \| \| \| \| \| \| \| \| \| \| \| \| \| \| \| \| \| \| \| \| \| \| \| \| \| \| 17. Leonor de Guzmán \| \| \| \| \| \| \| \| \| \| \| \| \| \| \| \| \| \| \| \| \| \| \| \| \| \| \| \| \| \| \| \| \| \| \| \| \| \| \| \| \| \| \| \| \| \| \| \| \| \| \| \| \| \| 4. Juan I de Castilla \| \| \| \| \| \| \| \| \| \| \| \| \| \| \| \| \| \| \| \| \| \| \| \| \| \| \| \| \| \| \| \| \| \| \| \| \| \| \| \| \| \| \| \| \| \| \| \| \| \| \| \| \| \| 18. Don Juan Manuel \| \| \| \| \| \| \| \| \| \| \| \| \| \| \| \| \| \| \| \| \| \| \| \| \| \| \| \| \| \| \| \| \| \| \| \| \| \| \| \| \| \| \| \| \| \| \| \| \| \| \| \| \| \| 9. Juana Manuel de Villena \| \| \| \| \| \| \| \| \| \| \| \| \| \| \| \| \| \| \| \| \| \| \| \| \| \| \| \| \| \| \| \| \| \| \| \| \| \| \| \| \| \| \| \| \| \| \| \| \| \| \| \| \| \| 19. Blanca Núñez de Lara \| \| \| \| \| \| \| \| \| \| \| \| \| \| \| \| \| \| \| \| \| \| \| \| \| \| \| \| \| \| \| \| \| \| \| \| \| \| \| \| \| \| \| \| \| \| \| \| \| \| \| \| \| \| 2. Fernando I de Aragón \| \| \| \| \| \| \| \| \| \| \| \| \| \| \| \| \| \| \| \| \| \| \| \| \| \| \| \| \| \| \| \| \| \| \| \| \| \| \| \| \| \| \| \| \| \| \| \| \| \| \| \| \| \| 20. Alfonso IV de Aragón \| \| \| \| \| \| \| \| \| \| \| \| \| \| \| \| \| \| \| \| \| \| \| \| \| \| \| \| \| \| \| \| \| \| \| \| \| \| \| \| \| \| \| \| \| \| \| \| \| \| \| \| \| \| 10. Pedro IV de Aragón \| \| \| \| \| \| \| \| \| \| \| \| \| \| \| \| \| \| \| \| \| \| \| \| \| \| \| \| \| \| \| \| \| \| \| \| \| \| \| \| \| \| \| \| \| \| \| \| \| \| \| \| \| \| 21. Teresa de Entenza \| \| \| \| \| \| \| \| \| \| \| \| \| \| \| \| \| \| \| \| \| \| \| \| \| \| \| \| \| \| \| \| \| \| \| \| \| \| \| \| \| \| \| \| \| \| \| \| \| \| \| \| \| \| 5. Leonor de Aragón \| \| \| \| \| \| \| \| \| \| \| \| \| \| \| \| \| \| \| \| \| \| \| \| \| \| \| \| \| \| \| \| \| \| \| \| \| \| \| \| \| \| \| \| \| \| \| \| \| \| \| \| \| \| 22. Pedro II de Sicilia \| \| \| \| \| \| \| \| \| \| \| \| \| \| \| \| \| \| \| \| \| \| \| \| \| \| \| \| \| \| \| \| \| \| \| \| \| \| \| \| \| \| \| \| \| \| \| \| \| \| \| \| \| \| 11. Leonor de Sicilia \| \| \| \| \| \| \| \| \| \| \| \| \| \| \| \| \| \| \| \| \| \| \| \| \| \| \| \| \| \| \| \| \| \| \| \| \| \| \| \| \| \| \| \| \| \| \| \| \| \| \| \| \| \| 23. Isabel de Carintia \| \| \| \| \| \| \| \| \| \| \| \| \| \| \| \| \| \| \| \| \| \| \| \| \| \| \| \| \| \| \| \| \| \| \| \| \| \| \| \| \| \| \| \| \| \| \| \| \| \| \| \| \| \| 1. Juan II de Aragón \| \| \| \| \| \| \| \| \| \| \| \| \| \| \| \| \| \| \| \| \| \| \| \| \| \| \| \| \| \| \| \| \| \| \| \| \| \| \| \| \| \| \| \| \| \| \| \| \| \| \| \| \| \| 24. Fernando IV de Castilla \| \| \| \| \| \| \| \| \| \| \| \| \| \| \| \| \| \| \| \| \| \| \| \| \| \| \| \| \| \| \| \| \| \| \| \| \| \| \| \| \| \| \| \| \| \| \| \| \| \| \| \| \| \| 12. Alfonso XI de Castilla \| \| \| \| \| \| \| \| \| \| \| \| \| \| \| \| \| \| \| \| \| \| \| \| \| \| \| \| \| \| \| \| \| \| \| \| \| \| \| \| \| \| \| \| \| \| \| \| \| \| \| \| \| \| 25. Constanza de Portugal \| \| \| \| \| \| \| \| \| \| \| \| \| \| \| \| \| \| \| \| \| \| \| \| \| \| \| \| \| \| \| \| \| \| \| \| \| \| \| \| \| \| \| \| \| \| \| \| \| \| \| \| \| \| 6. Sancho de Castilla \| \| \| \| \| \| \| \| \| \| \| \| \| \| \| \| \| \| \| \| \| \| \| \| \| \| \| \| \| \| \| \| \| \| \| \| \| \| \| \| \| \| \| \| \| \| \| \| \| \| \| \| \| \| 26. Pedro Núñez de Guzmán y González \| \| \| \| \| \| \| \| \| \| \| \| \| \| \| \| \| \| \| \| \| \| \| \| \| \| \| \| \| \| \| \| \| \| \| \| \| \| \| \| \| \| \| \| \| \| \| \| \| \| \| \| \| \| 13. Leonor de Guzmán \| \| \| \| \| \| \| \| \| \| \| \| \| \| \| \| \| \| \| \| \| \| \| \| \| \| \| \| \| \| \| \| \| \| \| \| \| \| \| \| \| \| \| \| \| \| \| \| \| \| \| \| \| \| 27. Juana Ponce de León \| \| \| \| \| \| \| \| \| \| \| \| \| \| \| \| \| \| \| \| \| \| \| \| \| \| \| \| \| \| \| \| \| \| \| \| \| \| \| \| \| \| \| \| \| \| \| \| \| \| \| \| \| \| 3. Leonor de Alburquerque \| \| \| \| \| \| \| \| \| \| \| \| \| \| \| \| \| \| \| \| \| \| \| \| \| \| \| \| \| \| \| \| \| \| \| \| \| \| \| \| \| \| \| \| \| \| \| \| \| \| \| \| \| \| 28. Alfonso IV de Portugal \| \| \| \| \| \| \| \| \| \| \| \| \| \| \| \| \| \| \| \| \| \| \| \| \| \| \| \| \| \| \| \| \| \| \| \| \| \| \| \| \| \| \| \| \| \| \| \| \| \| \| \| \| \| 14. Pedro I de Portugal \| \| \| \| \| \| \| \| \| \| \| \| \| \| \| \| \| \| \| \| \| \| \| \| \| \| \| \| \| \| \| \| \| \| \| \| \| \| \| \| \| \| \| \| \| \| \| \| \| \| \| \| \| \| 29. Beatriz de Castilla \| \| \| \| \| \| \| \| \| \| \| \| \| \| \| \| \| \| \| \| \| \| \| \| \| \| \| \| \| \| \| \| \| \| \| \| \| \| \| \| \| \| \| \| \| \| \| \| \| \| \| \| \| \| 7. Beatriz de Portugal \| \| \| \| \| \| \| \| \| \| \| \| \| \| \| \| \| \| \| \| \| \| \| \| \| \| \| \| \| \| \| \| \| \| \| \| \| \| \| \| \| \| \| \| \| \| \| \| \| \| \| \| \| \| 30. Pedro Fernández de Castro \| \| \| \| \| \| \| \| \| \| \| \| \| \| \| \| \| \| \| \| \| \| \| \| \| \| \| \| \| \| \| \| \| \| \| \| \| \| \| \| \| \| \| \| \| \| \| \| \| \| \| \| \| \| 15. Inés de Castro \| \| \| \| \| \| \| \| \| \| \| \| \| \| \| \| \| \| \| \| \| \| \| \| \| \| \| \| \| \| \| \| \| \| \| \| \| \| \| \| \| \| \| \| \| \| \| \| \| \| \| \| \| \| 31. Aldonza Lorenzo de Valladares \| \| \| \| \| \| \| \| \| \| \| \| \| \| \| \| \| \| \| \| \| \| \| \| \| \| \| \| \| \| \| \| \| \| \| \| \| \| \| \| \| \| \| \| \| \| \| \| \| \| \| \| |                                      |  |  |  |  |  |  |  |  |  |  |  |  |  |  |  |
| |                                      |  |  |  |  |  |  |  |  |  |  |  |  |  |  |  |
| | 16. Alfonso XI de Castilla           |  |  |  |  |  |  |  |  |  |  |  |  |  |  |  |
| |                                      |  |  |  |  |  |  |  |  |  |  |  |  |  |  |  |
| |                                      |  |  |  |  |  |  |  |  |  |  |  |  |  |  |  |
| | 8. Enrique II de Castilla            |  |  |  |  |  |  |  |  |  |  |  |  |  |  |  |
| |                                      |  |  |  |  |  |  |  |  |  |  |  |  |  |  |  |
| |                                      |  |  |  |  |  |  |  |  |  |  |  |  |  |  |  |
| | 17. Leonor de Guzmán                 |  |  |  |  |  |  |  |  |  |  |  |  |  |  |  |
| |                                      |  |  |  |  |  |  |  |  |  |  |  |  |  |  |  |
| |                                      |  |  |  |  |  |  |  |  |  |  |  |  |  |  |  |
| | 4. Juan I de Castilla                |  |  |  |  |  |  |  |  |  |  |  |  |  |  |  |
| |                                      |  |  |  |  |  |  |  |  |  |  |  |  |  |  |  |
| |                                      |  |  |  |  |  |  |  |  |  |  |  |  |  |  |  |
| | 18. Don Juan Manuel                  |  |  |  |  |  |  |  |  |  |  |  |  |  |  |  |
| |                                      |  |  |  |  |  |  |  |  |  |  |  |  |  |  |  |
| |                                      |  |  |  |  |  |  |  |  |  |  |  |  |  |  |  |
| | 9. Juana Manuel de Villena           |  |  |  |  |  |  |  |  |  |  |  |  |  |  |  |
| |                                      |  |  |  |  |  |  |  |  |  |  |  |  |  |  |  |
| |                                      |  |  |  |  |  |  |  |  |  |  |  |  |  |  |  |
| | 19. Blanca Núñez de Lara             |  |  |  |  |  |  |  |  |  |  |  |  |  |  |  |
| |                                      |  |  |  |  |  |  |  |  |  |  |  |  |  |  |  |
| |                                      |  |  |  |  |  |  |  |  |  |  |  |  |  |  |  |
| | 2. Fernando I de Aragón              |  |  |  |  |  |  |  |  |  |  |  |  |  |  |  |
| |                                      |  |  |  |  |  |  |  |  |  |  |  |  |  |  |  |
| |                                      |  |  |  |  |  |  |  |  |  |  |  |  |  |  |  |
| | 20. Alfonso IV de Aragón             |  |  |  |  |  |  |  |  |  |  |  |  |  |  |  |
| |                                      |  |  |  |  |  |  |  |  |  |  |  |  |  |  |  |
| |                                      |  |  |  |  |  |  |  |  |  |  |  |  |  |  |  |
| | 10. Pedro IV de Aragón               |  |  |  |  |  |  |  |  |  |  |  |  |  |  |  |
| |                                      |  |  |  |  |  |  |  |  |  |  |  |  |  |  |  |
| |                                      |  |  |  |  |  |  |  |  |  |  |  |  |  |  |  |
| | 21. Teresa de Entenza                |  |  |  |  |  |  |  |  |  |  |  |  |  |  |  |
| |                                      |  |  |  |  |  |  |  |  |  |  |  |  |  |  |  |
| |                                      |  |  |  |  |  |  |  |  |  |  |  |  |  |  |  |
| | 5. Leonor de Aragón                  |  |  |  |  |  |  |  |  |  |  |  |  |  |  |  |
| |                                      |  |  |  |  |  |  |  |  |  |  |  |  |  |  |  |
| |                                      |  |  |  |  |  |  |  |  |  |  |  |  |  |  |  |
| | 22. Pedro II de Sicilia              |  |  |  |  |  |  |  |  |  |  |  |  |  |  |  |
| |                                      |  |  |  |  |  |  |  |  |  |  |  |  |  |  |  |
| |                                      |  |  |  |  |  |  |  |  |  |  |  |  |  |  |  |
| | 11. Leonor de Sicilia                |  |  |  |  |  |  |  |  |  |  |  |  |  |  |  |
| |                                      |  |  |  |  |  |  |  |  |  |  |  |  |  |  |  |
| |                                      |  |  |  |  |  |  |  |  |  |  |  |  |  |  |  |
| | 23. Isabel de Carintia               |  |  |  |  |  |  |  |  |  |  |  |  |  |  |  |
| |                                      |  |  |  |  |  |  |  |  |  |  |  |  |  |  |  |
| |                                      |  |  |  |  |  |  |  |  |  |  |  |  |  |  |  |
| | 1. Juan II de Aragón                 |  |  |  |  |  |  |  |  |  |  |  |  |  |  |  |
| |                                      |  |  |  |  |  |  |  |  |  |  |  |  |  |  |  |
| |                                      |  |  |  |  |  |  |  |  |  |  |  |  |  |  |  |
| | 24. Fernando IV de Castilla          |  |  |  |  |  |  |  |  |  |  |  |  |  |  |  |
| |                                      |  |  |  |  |  |  |  |  |  |  |  |  |  |  |  |
| |                                      |  |  |  |  |  |  |  |  |  |  |  |  |  |  |  |
| | 12. Alfonso XI de Castilla           |  |  |  |  |  |  |  |  |  |  |  |  |  |  |  |
| |                                      |  |  |  |  |  |  |  |  |  |  |  |  |  |  |  |
| |                                      |  |  |  |  |  |  |  |  |  |  |  |  |  |  |  |
| | 25. Constanza de Portugal            |  |  |  |  |  |  |  |  |  |  |  |  |  |  |  |
| |                                      |  |  |  |  |  |  |  |  |  |  |  |  |  |  |  |
| |                                      |  |  |  |  |  |  |  |  |  |  |  |  |  |  |  |
| | 6. Sancho de Castilla                |  |  |  |  |  |  |  |  |  |  |  |  |  |  |  |
| |                                      |  |  |  |  |  |  |  |  |  |  |  |  |  |  |  |
| |                                      |  |  |  |  |  |  |  |  |  |  |  |  |  |  |  |
| | 26. Pedro Núñez de Guzmán y González |  |  |  |  |  |  |  |  |  |  |  |  |  |  |  |
| |                                      |  |  |  |  |  |  |  |  |  |  |  |  |  |  |  |
| |                                      |  |  |  |  |  |  |  |  |  |  |  |  |  |  |  |
| | 13. Leonor de Guzmán                 |  |  |  |  |  |  |  |  |  |  |  |  |  |  |  |
| |                                      |  |  |  |  |  |  |  |  |  |  |  |  |  |  |  |
| |                                      |  |  |  |  |  |  |  |  |  |  |  |  |  |  |  |
| | 27. Juana Ponce de León              |  |  |  |  |  |  |  |  |  |  |  |  |  |  |  |
| |                                      |  |  |  |  |  |  |  |  |  |  |  |  |  |  |  |
| |                                      |  |  |  |  |  |  |  |  |  |  |  |  |  |  |  |
| | 3. Leonor de Alburquerque            |  |  |  |  |  |  |  |  |  |  |  |  |  |  |  |
| |                                      |  |  |  |  |  |  |  |  |  |  |  |  |  |  |  |
| |                                      |  |  |  |  |  |  |  |  |  |  |  |  |  |  |  |
| | 28. Alfonso IV de Portugal           |  |  |  |  |  |  |  |  |  |  |  |  |  |  |  |
| |                                      |  |  |  |  |  |  |  |  |  |  |  |  |  |  |  |
| |                                      |  |  |  |  |  |  |  |  |  |  |  |  |  |  |  |
| | 14. Pedro I de Portugal              |  |  |  |  |  |  |  |  |  |  |  |  |  |  |  |
| |                                      |  |  |  |  |  |  |  |  |  |  |  |  |  |  |  |
| |                                      |  |  |  |  |  |  |  |  |  |  |  |  |  |  |  |
| | 29. Beatriz de Castilla              |  |  |  |  |  |  |  |  |  |  |  |  |  |  |  |
| |                                      |  |  |  |  |  |  |  |  |  |  |  |  |  |  |  |
| |                                      |  |  |  |  |  |  |  |  |  |  |  |  |  |  |  |
| | 7. Beatriz de Portugal               |  |  |  |  |  |  |  |  |  |  |  |  |  |  |  |
| |                                      |  |  |  |  |  |  |  |  |  |  |  |  |  |  |  |
| |                                      |  |  |  |  |  |  |  |  |  |  |  |  |  |  |  |
| | 30. Pedro Fernández de Castro        |  |  |  |  |  |  |  |  |  |  |  |  |  |  |  |
| |                                      |  |  |  |  |  |  |  |  |  |  |  |  |  |  |  |
| |                                      |  |  |  |  |  |  |  |  |  |  |  |  |  |  |  |
| | 15. Inés de Castro                   |  |  |  |  |  |  |  |  |  |  |  |  |  |  |  |
| |                                      |  |  |  |  |  |  |  |  |  |  |  |  |  |  |  |
| |                                      |  |  |  |  |  |  |  |  |  |  |  |  |  |  |  |
| | 31. Aldonza Lorenzo de Valladares    |  |  |  |  |  |  |  |  |  |  |  |  |  |  |  |
| |                                      |  |  |  |  |  |  |  |  |  |  |  |  |  |  |  |
| |                                      |  |  |  |  |  |  |  |  |  |  |  |  |  |  |  |

## Descendencia
De su primer matrimonio con Blanca de Navarra: 
- Carlos (1421-1461), príncipe de Viana y de Gerona, duque de Gandia y de Montblanch;
- Juana (1423-1425)
- Blanca (1424-1464), casada con Enrique IV de Castilla;
- Leonor (1425-1479), casada con Gastón IV de Foix, reina de Navarra con el nombre de Leonor I.

De su segundo matrimonio con Juana Enríquez: 
- Leonor de Aragón (1448).
- Fernando el Católico (1452-1516), su sucesor en Aragón con el nombre de Fernando II y rey iure uxoris de Castilla, con el nombre de Fernando V por su matrimonio con Isabel la Católica.
- Juana (1455-1517), casada con el rey Fernando I de Nápoles.

Habidos fuera de matrimonio: 
De Leonor de Escobar, dama de Leonor de Alburquerque, madre de Juan, hija de Alfonso Rodríguez de Escobar, caballero hidalgo de Tierra de Campos, alcaide mayor de los dominios del rey Juan II de Aragón en Castilla:
- Alfonso (c. 1420-1485), maestre de la Orden de Calatrava a quien su padre otorgó el ducado de Villahermosa.[143]

De una señora castellana de apellido de Avellaneda: 
- Juan (1429 o 1439/40-Albalate de Cinca, 1475), arzobispo de Zaragoza (1458-1475).

De una joven natural de Navarra, Catalina Álvarez, de la familia de los Ansas, tres bastardos: 
- Fernando (?-1452), murió joven;
- Leonor de Aragón (1454?-1508/1509), quien en 1468 casó con Luis de Beaumont (?-1508) II conde de Lerín y condestable de Navarra;[d]
- María de Aragón (1455-¿?).

## Sucesión
| Predecesor: Alfonso V                  | Rey de Aragón y Valencia Conde de Barcelona Disputado con los rivales de la guerra civil catalana 1458-1479                                               | Sucesor: Fernando II |
| Predecesor: Carlos III                 | Rey de Navarra 1425-1479 Iure uxoris con Blanca I hasta 1441 De facto desde 1441 (1451-1461 contra Carlos IV, 1461-1464 contra Blanca II -reyes de iure-) | Sucesora: Leonor I   |
| Predecesor: Alfonso I de Sicilia       | Rey de Sicilia 1458-1468 | Sucesor: Fernando II |
| Predecesor: Alfonso de Aragón el Joven | Conde de Ribagorza 1422-1458 | Sucesor: Fernando II |

## En la ficción
El personaje de Juan II de Aragón aparece en la película de TV, Carles, princep de Viana, interpretado por José María Pou, y en las temporadas primera y segunda de la serie televisiva Isabel, interpretado por Jordi Banacolocha.